# Cattedrale della Natività (Bethlehem)
La cattedrale della Natività (in inglese: Cathedral of the Nativity) è una cattedrale episcopale situata a Bethlehem, in Pennsylvania, Stati Uniti d'America. La cattedrale è sede della diocesi episcopale di Bethlehem.

## Storia
Nel 1863 ha avuto inizio la costruzione della prima chiesa parrocchiale nella città di Bethlehem, completato l'anno successivo. Il progetto della chiesa, realizzata in stile neogotico, è dell'architetto di New York, Edward Tuckerman Potter. Nel 1875 fu costruita la cappella di Santa Maria e nel 1884 la cappella di San Giuseppe. L'attuale chiesa ha preso forma nel 1887, incorporando la struttura della vecchia chiesa come transetto per la nuova, sulla base di un progetto di EM Burns. La chiesa è stata elevata a procattedrale nel 1890 e dieci anni cattedrale.